# Pasmo Babiogórskie

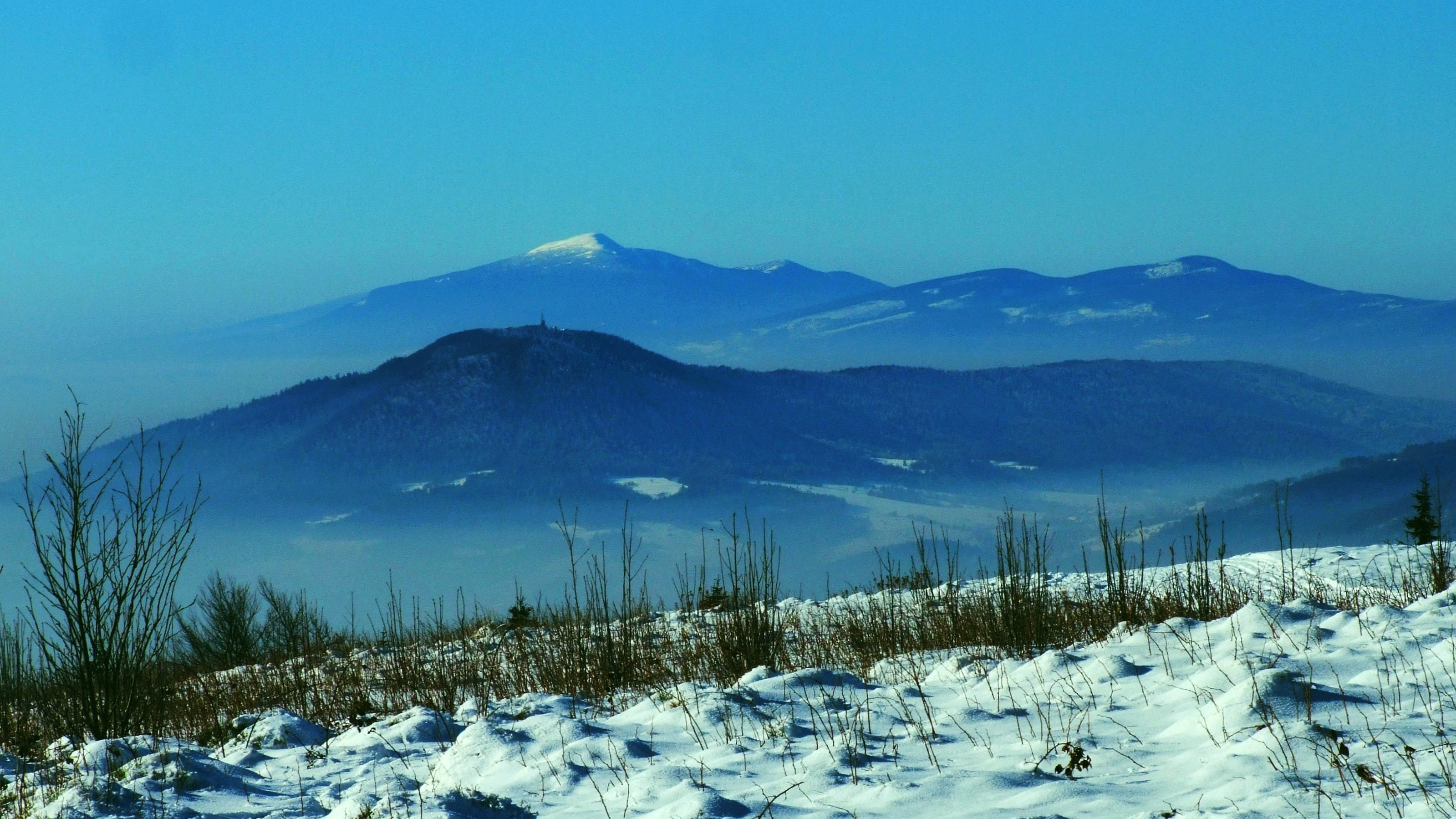
Pasmo Babiogórskie widziane ze wschodu (z Ćwilina)

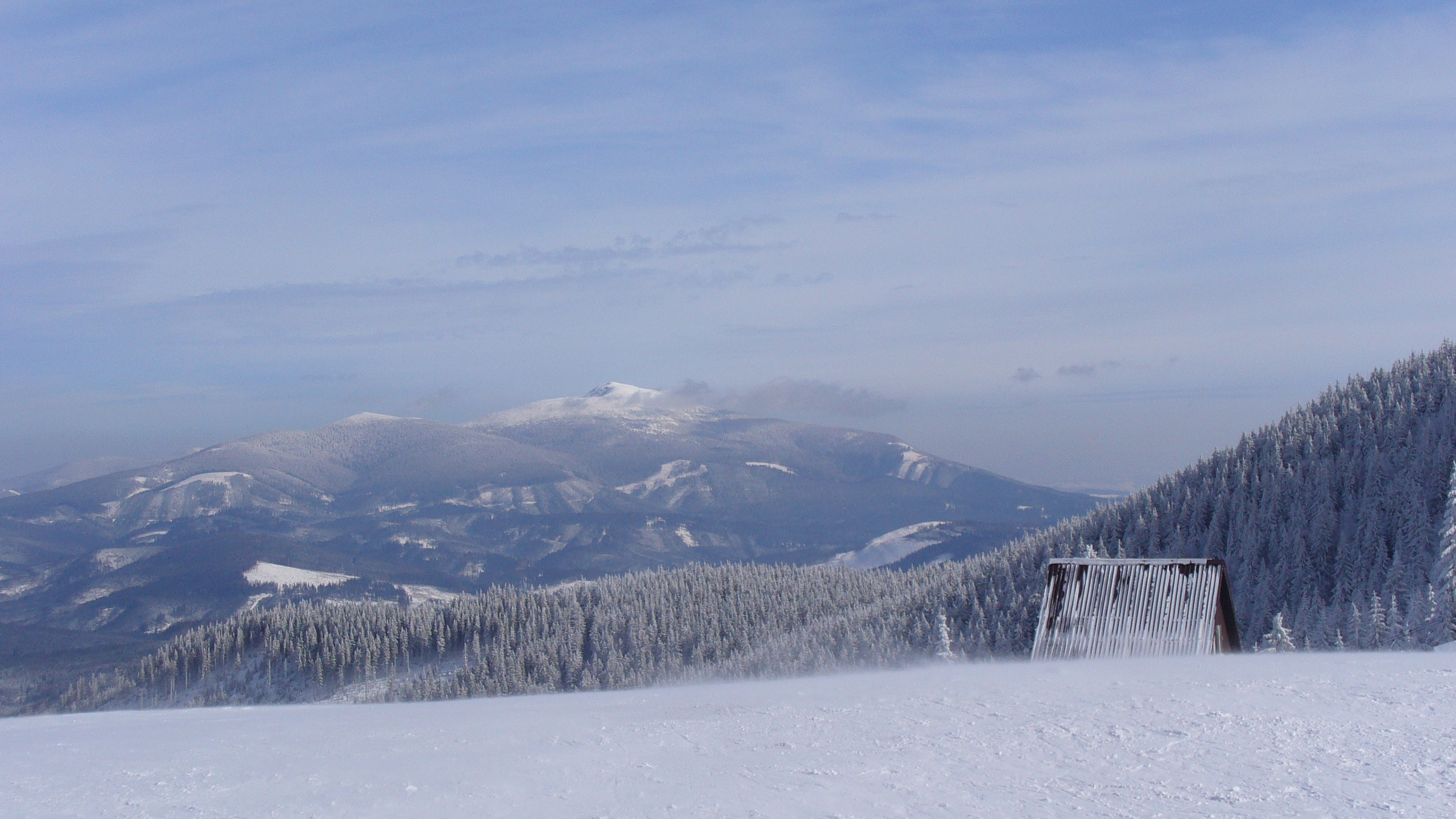
Pasmo Babiogórskie widziane z zachodu (z Hali Miziowej)

Pasmo Babiogórskie – pasmo górskie położone w Beskidach Zachodnich na pograniczu polsko-słowackim, część Beskidu Żywieckiego, róźnie definiowane w literaturze co do swojego zasięgu. Najwyższym szczytem pasma jest Diablak (1725 m).

## Regionalizacja
W szeroko rozpowszechnionej regionalizacji fizycznogeograficznej Polski autorstwa Jerzego Kondrackiego, stanowi ono mikroregion i obejmuje masyw Babiej Góry oraz Pasmo Policy. Według niektórych publikacji Pasmo Babiogórskie składa się z masywu Babiej Góry i z Pasma Mędralowej, ale nie zawiera Pasma Policy. Niekiedy można też spotkać inne definicje: najbardziej wąską – gdzie nazwa ta odnosi się jedynie do samego masywu Babiej Góry (bez Policy i Mędralowej), oraz najbardziej szeroką – głównie w starszej literaturze, gdzie omawiane pasmo składa się z trzech członów (Mędralowa, Babia Góra, Polica). Dalsza część niniejszego artykułu opiera się na definicji według Jerzego Kondrackiego.
W najnowszej, opracowanej w 2014 r. regionalizacji autorstwa Jarosława Balona i Miłosza Jodłowskiego, Pasmo Babiogórskie wchodzi w skład Beskidu Żywiecko-Orawskiego (słow. Žyviecko-oravské Beskydy).

## Topografia
Granice pasma przyjęte przez Jerzego Kondrackiego są następujące: od Przełęczy Jałowieckiej Północnej (granica polsko-słowacka) w kierunku północno-wschodnim potokiem Czatożanką oraz rzeką Skawicą do jej ujścia do Skawy; Skawą w górę do ujścia potoku Bystrzanki i dalej w górę Bystrzanką, Ciśniawą oraz południowymi podnóżami Babiej Góry, aż do osiągnięcia doliny rzeki Półgórzanki, której źródłowym odcinkiem w górę pod Przełęcz Jałowiecką Północną. Tak ujęte Pasmo Babiogórskie rozciąga się z południowego zachodu na północny wschód, ma długość ok. 23 km, szerokość ok. 8 km i znajduje się głównie na terytorium Polski.
Od siodła Jałowieckiej Przełęczy Północnej (998 m), główny grzbiet pasma wznosi się na Małą Babią Górę (1517 m), skąd biegnie na przełęcz Bronę (1408 m) i najwyższy w całych Beskidach Zachodnich Diablak (1725 m). Granica państwa skręca na szczycie na południe, ku Działom Orawskim, a grzbiet Babiej opada ku wschodowi, przez Gówniak (1657 m), Kępę (1521 m) i Sokolicę (1367 m), na przełęcz Krowiarki (1011 m). Dalej pasmo pnie się przez Syhlec (1143 m), Cyl Hali Śmietanowej (1298 m) i osiąga Policę (1369 m), z której na południe odchodzi grzbiet Czyrńca (1328 m), przechodzący potem w Pasmo Orawsko-Podhalańskie. Główny grzbiet schodzi stąd do Kucałowej Przełęczy (1148 m), kulminuje w Okrąglicy (1239 m), a następnie, poprzez Soskę (1063 m) i Cupel (887 m), obniża się do doliny Skawy pod Osielcem.

## Środowisko przyrodnicze
Pasmo zbudowane jest z piaskowców i łupków w strefie płaszczowiny magurskiej. Na stromych północnych stokach Babiej Góry występują żleby, osuwiska i gołoborza, te ostatnie pokrywają także samą kopułę szczytową Diablaka. W niektórych niszach osuwiskowych w plejstocenie istniały przypuszczalnie niewielkie pola firnowe. Cechą charakterystyczną pasma są dobrze rozwinięte piętra roślinności: od regla dolnego, przez regiel górny i piętro kosodrzewiny, po piętro muraw alpejskich (dwa ostatnie tylko na Babiej Górze). W całym paśmie zidentyfikowano 91 jaskiń o łącznej długości 1174,2 m. Najwięcej z nich znajduje się w Paśmie Policy. Najdłuższą z jaskiń jest Jaskinia Oblica o długości 436 m i deniwelacji 21,1 m, usytuowana u północnych podnóży Pasma Policy, na zachodnim stoku Śmietarniaka. Dla ochrony przyrody w Polsce utworzono Babiogórski Park Narodowy oraz dwa rezerwaty (Na Policy, Rezerwat im. prof. Zenona Klemensiewicza), a na Słowacji funkcjonuje Obszar Chronionego Krajobrazu „Horná Orava”.

## Turystyka
W obrębie pasma istnieje gęsta sieć szlaków turystycznych, przez kulminacje Diablaka i Policy przechodzi Główny Szlak Beskidzki. Znajdują się tu dwa popularne schroniska górskie: Schronisko PTTK na Markowych Szczawinach oraz schronisko PTTK na Hali Krupowej. Ważniejsze wsie leżące u podnóży pasma to: Zawoja, Skawica, Bystra Podhalańska, Sidzina, Zubrzyca Dolna, Zubrzyca Górna, Lipnica Mała, Lipnica Wielka, Rabczyca, Rabcza, Orawska Półgóra. Najbliższe miasta to: Jordanów, Maków Podhalański i Sucha Beskidzka.